# Кротово (Ленинградская область)
Кротово (до 1949 года Тойвола, фин. Toivola) — посёлок в Ларионовском сельском поселении Приозерского района Ленинградской области.

## Название
Тойвола в переводе с финского означает Надежденское.
По постановлению общего собрания колхозников колхоза «Путь Сталина» зимой 1948 года деревня Тойвола получила наименование Кротовое. В качестве обоснования было указано — «перевод с финского».

## История
- Земли деревни Тойвола на финской карте 1923 года

До 1939 года деревня Тойвола являлась частью деревни Сяркисало волости Ряйсяля Выборгской губернии Финляндской республики. 
С 1 января 1940 года — в составе Карело-Финской ССР.
С 1 августа 1941 года по 31 июля 1944 года финская оккупация.
С 1 ноября 1944 года, деревня Тойвола в составе Мюллюпельтовского сельсовета Кексгольмского района Ленинградской области.
С 1 октября 1948 года находится в составе Коммунарского сельсовета Приозерского района.
С 1 января 1949 года учитывается как посёлок Кротово.
С 1 июня 1954 года — в составе Кротовского сельсовета.
С 1 февраля 1963 года — в составе Выборгского района.
С 1 января 1965 года — вновь в составе Приозерского района. В 1965 году население посёлка составляло 200 человек. 
По данным 1966 года посёлок Кротово входил в состав Кротовского сельсовета, административным центром сельсовета был посёлок Коммунары.
По данным 1973 и 1990 годов посёлок Кротово входил в состав Ларионовского сельсовета.
В 1997 году в посёлке Кротово Ларионовской волости проживали 97 человек, в 2002 году — 69 человек (русские — 96 %).
В 2007 году в посёлке Кротово Ларионовского СП проживали 72 человека, в 2010 году — 87 человек.

## География
Посёлок расположен в северной части района на автодороге 41К-185 (Комсомольское — Приозерск).
Расстояние до административного центра поселения — 16 км.
Расстояние до ближайшей железнодорожной станции Мюллюпельто — 5 км.
Посёлок находится на южном берегу озера Вуокса.

## Демография
| 2007 | 2010 | 2017 |
| ---- | ---- | ---- |
| 72   | ↗87  | ↘77  |

## Улицы
Алексеевская, Берёзовый переулок, Бобровская, Веснинская, Вишнёвая, Выборная, Геройская, Журавлиная, Заречный переулок, Зелёная, Ключевая, Куранова, Лопастная, Михайловская, Морская, Сенная, Сиреневая, Фестивальная, Центральная